# Eulecanium secretum
Eulecanium secretum är en insektsart som beskrevs av Borchsenius 1955. Eulecanium secretum ingår i släktet Eulecanium och familjen skålsköldlöss. Inga underarter finns listade i Catalogue of Life.